# Maicon
Maicon Douglas Sisenando, mest känd som Maicon, född 26 juli 1981 i Novo Hamburgo, är en brasiliansk fotbollsspelare.

## Karriär
Maicon  har tidigare spelat för Cruzeiro och AS Monaco varifrån han värvades till Inter 2006. Han vann trippeln med Inter säsongen 2009/2010, dvs Serie A, Italienska cupen och Uefa Champions League. Den 7 maj 2012 spelades matchen mellan Inter och Milan vilken slutade 4-2 till Inter. Maicon gjorde mål genom att skjuta bollen raka vägen mot bortre krysset.
Den 14 juni 2021 blev Maicon klar för spel i Tre Penne i San Marinos högstaliga.